# Барт, Лайонел
Ла́йонел Барт (англ. Lionel Bart; 1 августа 1930, Лондон — 3 апреля 1999, там же) — британский композитор и либреттист, автор популярных эстрадных песен, мюзиклов и музыки к фильмам. Наиболее известен как автор мюзикла «Оливер!» (1960). Лауреат премий Айвора Новелло, «Тони», «Оскар».

## Биография
Родился в лондонском Ист-Энде в семье еврейского портного Морриса Бегляйтера и его жены Еты (урождённой Дарумштундлер). Родители попали в Англию из Галиции, спасаясь от погромов в Австро-Венгрии. Лайонел, 11-й (и младший из семи выживших) ребёнок в семье, родился, когда матери было 46 лет.
Когда мальчику было 6 лет, его учитель сообщил родителям, что у него музыкальный талант. Лайонелу достали старую скрипку и он начал брать уроки музыки, но вскоре их бросил. Его мечтой в это время была карьера художника, однако, поступив в Школу искусств Сент-Мартин, он был исключён из неё за хулиганство. По собственным словам, живопись оказалась слишком одиноким занятием для Барта.
Во время службы в Королевских ВВС, познакомился с Джоном Горманом, с которым по окончании службы открыл типографию в лондонском районе Хакни. Они также вместе вступили в Коммунистическую партию Великобритании. Организовал театр-кабаре для Международного молодёжного центра и в 1952 году вместе с Джоном Голдом поставил в нём ежегодное ревю, представляющее историю Робин Гуда, стилизованную под произведения Достоевского и Ноэла Кауарда. Для театра «Юнити», где ставились произведения левацкого содержания, написал текст для постановки, переосмыслявшей в агитпроповском ключе историю Золушки.
В начале творческой карьеры поменял немецкую фамилию Бегляйтер (Begleiter — спутник, компаньон, муз. аккомпаниатор) на Барт (сокращённая форма личного имени Bartholomew), более короткую и звучащую по-английски. Первый собственный мюзикл Барта, «Уолли Поне, король преступного мира» (англ. Wally Pone, King of the Underworld, по мотивам пьесы Бена Джонсона), продержался на сцене 8 недель. В это же время он начал писать песни для эстрадных исполнителей. По собственным словам, сочиняя песни, Барт всегда подстраивал их к стилю конкретного исполнителя; этот подход позже создавал ему трудности в работе над мюзиклами, музыка которых должна была быть более универсальной. Среди наиболее популярных шлягеров, созданных им в этот период, были песни «Living Doll», написанная для Клиффа Ричарда (продажи сингла в Великобритании превысили миллион экземпляров), и «Rock with the Caveman», написанная для Томми Стила; работал также с Энтони Ньюли («Do you Mind?»).
В 1959 году сценического успеха добились сразу два мюзикла Барта. Первый, «Дела уже не те, что раньше» (англ. Fings Ain't Wot They Used T'Be), был написан для Джоан Литлвуд и её труппы Theatre Royal. Второй, «Запирайте ваших дочерей» (англ. Lock up Jour Daughters) — осовремененная версия пьесы Генри Филдинга «Политик из кофейни, или Судья в ловушке», — был создан по заказу Бернарда Майлса и дебютировал на сцене через несколько месяцев после первого. Барт, уже имевший три премии Айвора Новелло за 1957 год (как автор-песенник), в 1959 году добавил к ним ещё четыре.
В следующем году был поставлен мюзикл «Оливер!» — адаптация романа Диккенса «Приключения Оливера Твиста», для которой Барт написал либретто и песни. В первой версии эта пьеса была поставлена всего три раза, но после возобновления постановки стала самой успешной в его карьере и принесла ему в том же году ещё две премии Айвора Новелло. Мюзикл, принёсший славу исполнителю роли Фейгина Рону Муди, шёл на лондонских подмостках долгое время, его новые успешные постановки состоялись в 1967 и 1977 годах. На Бродвее его премьера состоялась в январе 1963 году и также получила высокие оценки, в том числе 10 номинаций на премию «Тони». В итоге Барт завоевал эту премию как автор текста и музыки.
Достаточно успешными, хотя и не на том же уровне, что «Оливер!», стали и два следующих мюзикла Барта — «Блиц!» и «Мэгги Мэй». В основу первого легли детские воспоминания Барта о периоде «битвы за Британию» в годы Второй мировой войны. Ноэл Кауард в газете The Guardian написал, что мюзикл вдвое длиннее и вдвое громче, чем события, положенные в его основу, ещё один критик назвал его «грандиозной осечкой», но публике он понравился. В 1963 году славу Барта приумножил также фильм «Из России с любовью», продолжавший кинематографическую бондиану, для которого англичанин написал главную песню. Сама песня в исполнении Мэтта Монро стала международным хитом.
Хотя в театральных кругах гомосексуальность Барта не скрывалась, в 1960-е годы ему публично предлагали брак Джуди Гарленд и Альма Коган (в некрологе в газете The Guardian второе предложение охарактеризовано как «рекламный трюк»). В эти годы доходы Барта позволяли ему вести роскошный образ жизни. Он владел четырьмя домами в Фулеме, Малибу, Нью-Йорке и Танжере, проводил многолюдные кутежи, длившиеся ночь напролёт, свёл дружбу с музыкантами «Битлз» и «Роллинг Стоунз», вошёл в богемный ближний кругпринцессы Маргарет. Закат карьеры Барта начался в 1965 году с выходом неудачного мюзикла «Дзынь!!» (англ. Twang!!) о Робин Гуде. Несмотря на то, что его снова ставила Джоан Литлвуд, а роль девы Мэриан исполняла Барбара Виндзор, постановка провалилась. Барт, однако, отказался в это верить и вложил в продолжение показов 80 тысяч фунтов из собственного кармана. Он также продал авторские права на свою самую успешную работу, «Оливер!», экранизация (1968) которого в 1969 году завоевала 5 американских премий «Оскар» в основных номинациях и одну Почетную награду (Honorary award).
Ближе к концу 1960-х годов Барт написал ещё один мюзикл, «Дорога» (итал. La Strada) по мотивам одноимённого фильма Феллини, но это произведение было представлено публике только один раз. Мюзикл «Квазимодо» по «Собору Парижской Богоматери» Гюго вообще не был поставлен при жизни автора. Карьера Барта как кинокомпозитора продлилась ешё несколько лет: он сочинил музыку для экранизаций «Чёрного Красавчика» и «Странной истории доктора Джекила и мистера Хайда» и фильма Кирка Дугласа «Бездельник». Эта лента вышла на экраны в 1973 году, но уже за год до этого Барт объявил себя банкротом и ушёл в запой. В 1977 году двое коллег создали новый мюзикл «Лайонел!», включавший его наиболее известные хиты. Этот спектакль мог помочь Барту восстановить финансовое благополучие, но он отнёсся к этой попытке откровенно враждебно и она сошла со сцены уже через несколько недель.
Выйти из депрессии композитору помог его соратник по ВВС Великобритании Горман, когда врачи оставляли Барту, страдавшему от цирроза и диабета, лишь несколько недель жизни. С помощью Гормана Барт прекратил пить, записался в общество «Анонимные алкоголики» и начал вести здоровый образ жизни. В середине 1980-х его репутация начала восстанавливаться, когда с его помощью Клифф Ричард выпустил новую версию песни «Living Doll». В 1986 году Барт получил ещё одну премию Айвора Новелло — за достижения творческой карьеры. Его начали часто приглашать как композитора для рекламных роликов, один из которых — для компании Abbey National — завоевал профессиональные награды. В 1994 году Барт участвовал в новой постановке мюзикла «Оливер!», которую продюсировал Камерон Макинтош. И вновь «Оливер» имел успех.
Умер от рака в Хаммерсмитской больнице в 1999 году, оставив по завещанию родным и друзьям более 1,2 миллиона фунтов.